# Sebastian Sorsa
Sebastian 'Seba' Sorsa est un footballeur finlandais né le 25 janvier 1984 à Helsinki, il joue actuellement comme ailier droit au HJK Helsinki.

## Biographie
Sebastian Sorsa a été formé au centre de formation du HJK Helsinki, où il y a joué de 2004 à 2007.
En janvier 2008, il signe un contrat de 18 mois avec le club de Leeds United mais ne jouant qu'en réserve, il part dès l'été pour rejoindre le Hamilton Academical en Scottish Premier League.

## Carrière
- 2004-déc. 2007 : HJK Helsinki  Finlande
  - 2004-2007 : Klubi-04  Finlande (prêt)
- janv.-2008 : Leeds United  Angleterre
- 2008-janv. 2009 : Hamilton Academical  Écosse
- depuis jan. 2009 : HJK Helsinki  Finlande[1]

## Palmarès
HJK Helsinki
- Championnat de Finlande
  - Champion (6) : 2009, 2010, 2011, 2012, 2013 et 2014
- Coupe de Finlande
  - Vainqueur (2) : 2006, 2011